# Кастелверино
Кастелверино (итал. Castelverrino) је насеље у Италији у округу Изернија, региону Молизе.
Према процени из 2011. у насељу је живело 111 становника. Насеље се налази на надморској висини од 629 м.

## Становништво
| 1936. | 1951. | 1961. | 1971. | 1981. | 1991. | 2001. | 2011. |
| ----- | ----- | ----- | ----- | ----- | ----- | ----- | ----- |
| 534   | 495   | 401   | 311   | 256   | 177   | 130   | 124   |